# Campionat d'Espanya de motocròs 1967
La temporada de 1967 del Campionat d'Espanya de motocròs fou la 9a edició d'aquest campionat, organitzat per la Reial Federació Motociclista Espanyola.

## Classificació final

### 250cc
| Posició | Pilot            | Motocicleta | Punts |
| ------- | ---------------- | ----------- | ----- |
| 1       | José Sánchez     | Bultaco     | ?     |
| 2       | Manuel Olivencia | Montesa     | ?     |
| 3       | Jesús Sáiz       | Bultaco     | ?     |
| 4       | ?                | ?           | ?     |
| 5       | ?                | ?           | ?     |
| 6       | ?                | ?           | ?     |
| 7       | ?                | ?           | ?     |
| 8       | ?                | ?           | ?     |
| 9       | ?                | ?           | ?     |
| 10      | ?                | ?           | ?     |

### Trofeu Nacional 125cc
| Posició | Pilot               | Motocicleta | Punts |
| ------- | ------------------- | ----------- | ----- |
| 1       | Jesús Sáiz          | Bultaco     | ?     |
| 2       | José Angel Mendívil | Bultaco     | ?     |
| 3       | ?                   | ?           | ?     |